# Kobal, Jevargi
Kobal là một làng thuộc tehsil Jevargi, huyện Gulbarga, bang Karnataka, Ấn Độ.